# Diastylis rugosa
Diastylis rugosa är en kräftdjursart som beskrevs av Sars 1865. Diastylis rugosa ingår i släktet Diastylis och familjen Diastylidae. Arten är reproducerande i Sverige. Inga underarter finns listade i Catalogue of Life.

## Bildgalleri

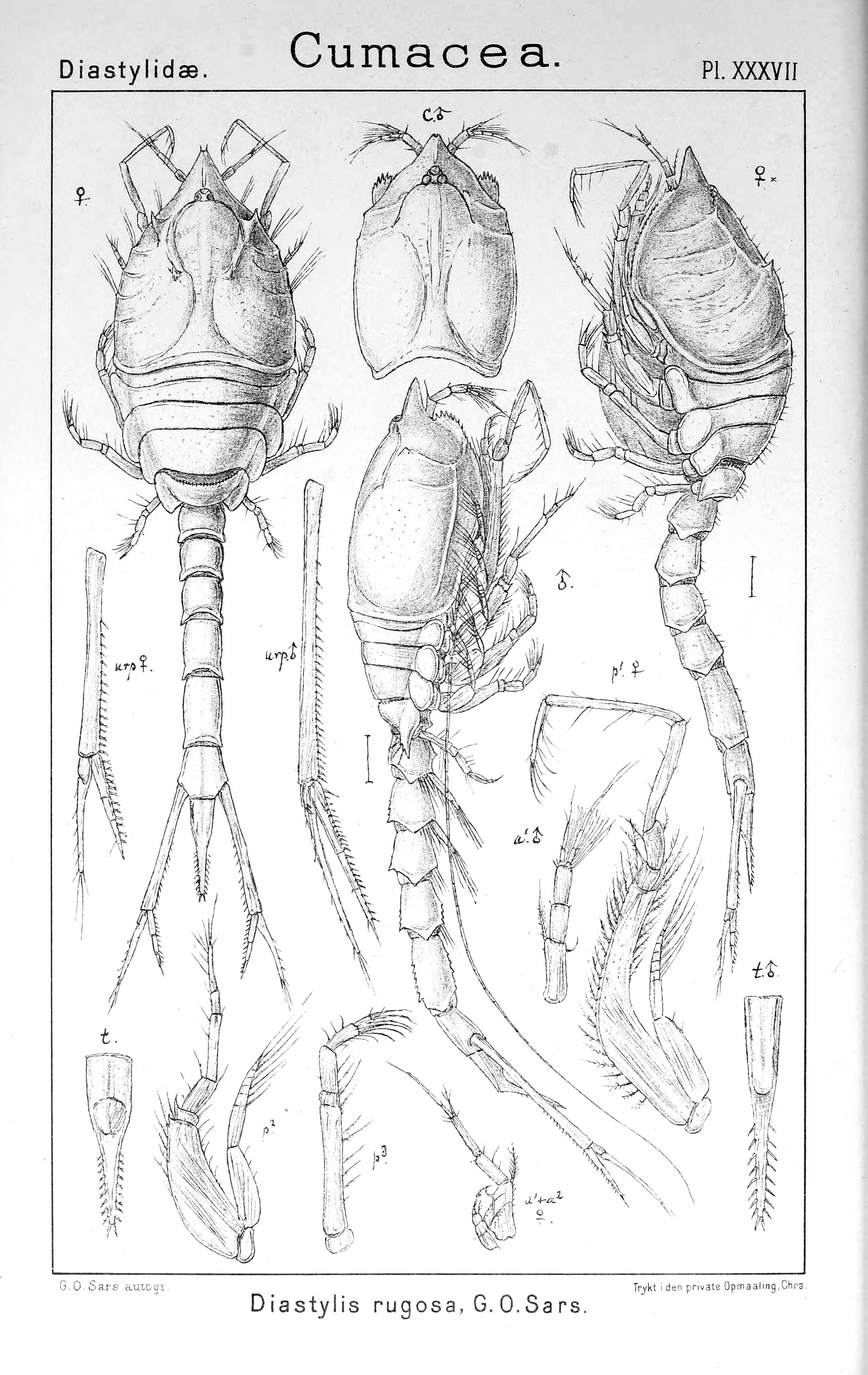